# UFC 81
UFC 81: Breaking Point è stato un evento di arti marziali miste tenuto dalla Ultimate Fighting Championship il 2 febbraio 2008 al Mandalay Bay Events Center di Las Vegas, Stati Uniti d'America.

## Retroscena
L'evento prevedeva come main match la sfida per la cintura ad interim dei pesi massimi tra Tim Sylvia e Antônio Rodrigo Nogueira, cintura creata per il rifiuto del campione in carica Randy Couture a voler sfidare Nogueira.
Ricardo Almeida doveva affrontare Alan Belcher, ma quest'ultimo soffrì di bronchite e venne sostituito con Rob Yundt.
L'evento vide anche il debutto in UFC e nelle arti marziali miste dell'ex campione WWE e futuro campione dei pesi massimi UFC Brock Lesnar.

## Risultati

### Card preliminare
- Incontro categoria Pesi Leggeri:  Rob Emerson contro  Keita Nakamura

Emerson sconfisse Nakamura per decisione divisa (30–27, 28–29, 30–27).
- Incontro categoria Pesi Mediomassimi:  David Heath contro  Tim Boetsch

Boetsch sconfisse Heath per KO Tecnico (colpi) a 4:52 del primo round.
- Incontro categoria Pesi Medi:  Marvin Eastman contro  Terry Martin

Eastman sconfisse Martin per decisione unanime (29–28, 30–27, 30–27).
- Incontro categoria Pesi Welter:  Chris Lytle contro  Kyle Bradley

Lytle sconfisse Bradley per KO (pugni) a 0:33 del primo round.

### Card principale
- Incontro categoria Pesi Leggeri:  Tyson Griffin contro  Gleison Tibau

Griffin sconfisse Tibau per decisione unanime (30–27, 30–27, 30–27).
- Incontro categoria Pesi Medi:  Ricardo Almeida contro  Rob Yundt

Almeida sconfisse Yundt per sottomissione (strangolamento a ghigliottina) a 1:08 del primo round.
- Incontro categoria Pesi Medi:  Nate Marquardt contro  Jeremy Horn

Marquardt sconfisse Horn per sottomissione (strangolamento a ghigliottina) a 1:37 del secondo round.
- Incontro categoria Pesi Massimi:  Brock Lesnar contro  Frank Mir

Mir sconfisse Lesnar per sottomissione (kneebar) a 1:30 del primo round.
- Incontro per il titolo dei Pesi Massimi ad Interim:  Tim Sylvia contro  Antônio Rodrigo Nogueira

Nogueira sconfisse Sylvia per sottomissione (strangolamento a ghigliottina) a 1:28 del terzo round e divenne campione dei pesi massimi ad interim.

## Premi
Ai vincitori sono stati assegnati 60.000$ per i seguenti premi:
- Fight of the Night:  Tim Sylvia contro  Antônio Rodrigo Nogueira
- Knockout of the Night:  Chris Lytle
- Submission of the Night:  Frank Mir